# Joshua (Händel)
Joshua (Josuè, HWV 64) és un oratori de Georg Friedrich Händel. Va ser compost en un mes, entre el 19 de juliol i el 19 d'agost de 1747 i és el quart oratori de Händel basat en un llibret de Thomas Morell. L'oratori es va estrenar el 9 de març de 1748 en el Teatre Covent Garden, Londres. Joshua es basa en les històries bíbliques de Josuè.
Joshua és una de les obres tardanes de Händel, en el cim del seu període creatiu final. Després de l'alçament jacobita a Anglaterra, Händel va produir una sèrie d'oratoris basats en temes militars: An Occasional Oratorio, Judas Maccabaeus, Alexander Balus, Joshua, i Solomon.
El segon cor més famós de Händel "See the Conq'ring Hero Comes" va ser creat en primer lloc per a Joshua. Va ser un número musical immensament popular i Händel aviat el va afegir a l'oratori Judas Maccabeus, que s'havia estrenat la temporada anterior. Finalment, aquest cor es recorda més per la música del Judas Maccabeus, molt més famós.

## Enregistraments
- John Mark Ainsley, tenor; James Bowman contratenor; Emma Kirkby, soprano; The King's Consort i New College Choir, Robert King, director. 1990. Hyperion Records CD: CDA66461/2
- James Gilchrist, tenor; Myung-Hee Hyun, soprano; Alex Potter, contratenor; Konstantin Wolff, baix; Collegium Cartusianum, Peter Neumann, director. 2008. MDG CD:MDG3321532
- Katherine Manley, soprano; Alexandra Gibson, mezzosoprano; Allan Clayton, tenor; George Humphreys, baix; Richard Rowntree, tenor; London Handel Orchestra and Chorus; Laurence Cummings, director. 2011. Somm Recordings CD: SOMM2402
- Mark Le Brocq, tenor; James Rutherford, baix; Miriam Allan, soprano; David Allsopp, contratenor. Hannoversche Hofkapelle, Maulbronner Kammerchor, Jürgen Budday, director. 2016. K&K CD:KuK253

## Personatges

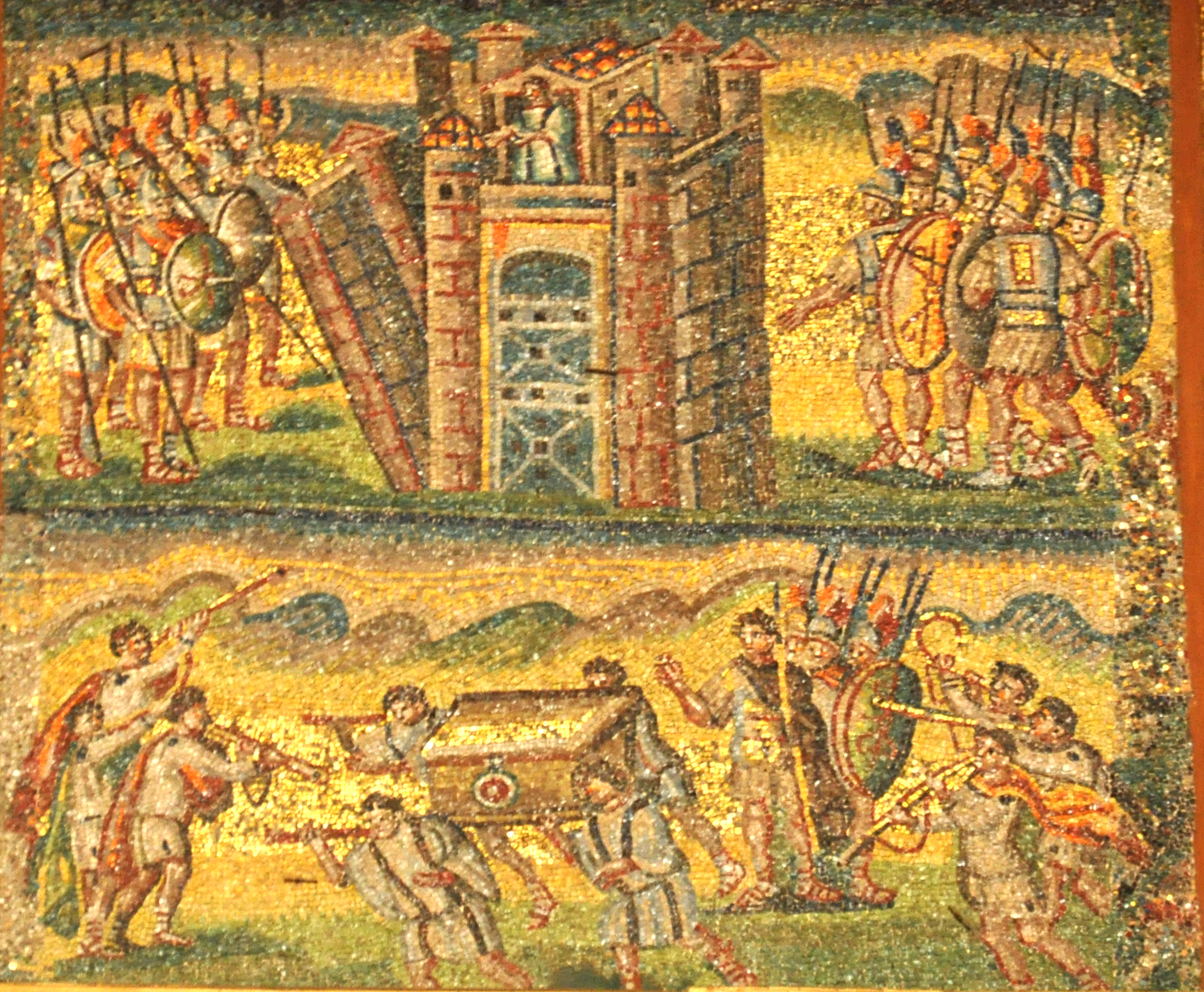
Joshua i les seves tropes destrueixen les muralles de Jericó. Mosaic anglès del segle V

| Personatge                                                                                           | Tessitura    | Repartiment original de 1749 |
| --- | ------------ | ---------------------------- |
| Joshua                                                                                               | tenor        | Thomas Lowe                  |
| Othniel (contralt)                                                                                   | mezzosoprano | Caterina Galli               |
| Caleb                                                                                                | baix         | Thomas Reinhold              |
| Achsah, filla de Caleb                                                                               | soprano      | Domenica Casarini Latilla    |
| Cor de israelites, cor de israelites derrotats, cor de la tribu de Judà, cor de Joves, cor de Verges |              |                              |